# De Krim (Gelderland)
De Krim is een buurtschap in de Nederlandse gemeente Apeldoorn, gelegen in de provincie Gelderland. De buurtschap ligt in het zuidwesten van de gemeente even ten oosten van Hoenderloo.
Stad: Apeldoorn     
Dorpen: Beekbergen · Hoenderloo (deels) · Hoog Soeren · Klarenbeek (deels) · Loenen · Uddel · Ugchelen · Wenum-Wiesel

Buurtschappen: Assel · Beemte Broekland · Engeland · Gerritsflesch · Groenendaal · De Haere · Hoog Buurlo · De Jonas (deels) · De Krim · Lieren ·  Meerveld · Nieuw-Milligen · Oosterhuizen · Radio Kootwijk · Woeste Hoeve

Gelderland: Steden en dorpen in Gelderland      Nederland: Provincies · Gemeenten